# Phyla caespitosa
Phyla caespitosa là một loài thực vật có hoa trong họ Cỏ roi ngựa. Loài này được (Rusby) Moldenke miêu tả khoa học đầu tiên năm 1937.